# Мухаммад аль-Бухари
Абу́ ‘Абдулла́х Муха́ммад ибн Исма‘и́л аль-Буха́ри (араб. أبو عبد الله محمد بن إسماعيل البخاري‎), известный как имам аль-Бухари (араб. الإمام البخاري‎; 20 июля 810, Бухара — 1 сентября 870, с. Хартанг близ Самарканда) — исламский учёный-богослов, хадисовед, правовед. Автор одного из канонических сборников суннитских преданий «аль-Джами ас-Сахих».

## Биография
Его полное имя: Абу ‘Абдуллах Мухаммад ибн Исма‘иль ибн Ибрахим ибн аль-Мугира ибн Бардизбах аль-Джуфи аль-Бухари. Родился в пятницу, 13 шавваля 194 года хиджры (20 июля 810 года) в Бухаре. Имам аль-Бухари родился в семье выходцев из Персии; предки были зороастрийцами; прадед (аль-Мугира) принял ислам «из рук» правителя Бухары Ямана аль-Джуфи Бухари. Его отец, Исмаиль, был соратником Малика ибн Анаса и очень образованным человеком; изучал хадисы от таких ученых как Мубарак. Он умер, когда Мухаммад был ещё ребёнком, и некоторые из его книг по хадисам были переданы его сыну.
Аль-Бухари был на попечении матери, которая воспитала его. Она была образованной женщиной, которая контролировала обучение мальчика различным наукам. Была известна тем, что её молитвы принимались. Мухаммад был проницателен, сообразителен, обладал необычайной памятью для его возраста. В возрасте 7 лет он заучил наизусть весь Коран, а в возрасте 10 лет он знал наизусть несколько тысяч хадисов. В Бухаре изучал хадисы у таких хадисоведов, как Мухаммад ибн Салям аль-Бикенди и Абдуллах ибн Мухаммад аль-Муснади. Он привлек к себе внимание когда ему было одиннадцать лет, когда он исправил некоторые ошибки, сделанные его учителем Дахили во время чтения хадисов.
Когда ему было 16 лет, молодой человек с матерью и братом Ахмадом направился в паломничество в Мекку. Вскоре после посещения Мекки его мать и брат возвратились в Бухару без Мухаммада, который оставался в Мекке в течение следующих 4 лет. Он учился у самых знаменитых хадисоведов, затем посетил все известные в то время центры исламских наук. В Багдаде юноша восемь раз встречался с хадисоведом Ахмадом ибн Ханбалем, ходил пять раз в Басру, неоднократно побывал в городе Балхе (совр. Афганистан), и в Египте. В Дамаске он получал знания от Абу Мусхира, затем в течение 6 лет жил в Хиджазе. В Нишапуре имам аль-Бухари изучал хадисы у знаменитого хафиза Яхьи ибн Мунхари. Сам он отмечал, что записал и принял хадисы от 1800 учителей. Во время шестнадцатилетнего пребывания в Мечети Пророка в Медине он читал хадисы. Это было собрание и учение хадисов — достоверных передач о поступках и словах пророка Мухаммада и его сподвижников.
Имам аль-Бухари часто становился жертвой смуты и заговоров. Из-за этого его четырежды изгоняли из Бухары. В первый раз его изгнали в ранний период за то, что он издал фетву, согласно которой приемные отношения действительны, даже если попить козьего молока или бараньего. Существует множество мнений о достоверности этого факта. Во второй раз его изгнали из Нишапура за то, что он утверждал, что вера (иман) не сотворена. В третий раз на одном из собраний имама, кто-то спросил его сотворена Речь Аллаха или нет. Имам аль-Бухари сначала попытался уйти от прямого ответа, но спрашивающий настаивал на своём, и в итоге имам сказал: «Речь Аллаха не сотворена, но наше её чтение сотворено». И люди не поняли имама аль-Бухари до конца и обвинили имама в том, что тот вводит «новшество». Из Нишапура он отправился в Мерв, а затем из Мерва он переехал в Бухару.
Хотя Бухари свободно передавал то, что знал, каждому, кто хотел учиться у него, он держался подальше от государственных деятелей, и считал посещение их дворцов поступком, унижающим науку. Однажды эмир Бухары, Халид Зухри, попросил его обучать своих детей, но имам отказался, и эмир подговорил некоторых людей, и те стали дурно высказываться об убеждениях имама. Это вынудило его в четвёртый раз покинуть Бухару и отправиться к родственникам в город Хартанг (близ Самарканда). В этом городе имам и умер в 870 году в возрасте 60 лет.

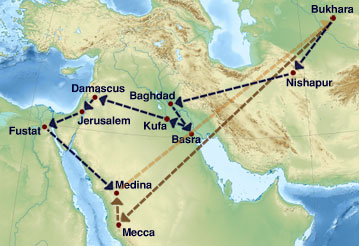
Путешествия Бухари по Хорасану, Ираку, Шаму, Хиджазу, Египту.

## Труды
Имам аль-Бухари оставил после себя множество трудов, важнейшим и получившим наибольшее распространение из которых является «аль-Джами ас-сахих» (или «Сахих аль-Бухари»). К числу сочинений аль-Бухари относятся также такие книги как «аль-Асма ва-ль-куна», «ат-Тарих аль-кабир» (Великая история), «ас-Сунан фи-ль-фикх», «Хальк афаль аль-ибад», «аль-Адаб аль-Муфрад» и «аль-Кираа хальфа-ль-имам».
При собрании хадисов аль-Бухари придавал особую важность установлению лиц, служивших первоисточником передачи, записи хадиса, перечислению лиц (иснад), передававших его дальше. К достоверным (сахих) он относил только те хадисы, которые рассказывались людьми, являвшимися непосредственными свидетелями поступка пророка Мухаммада.

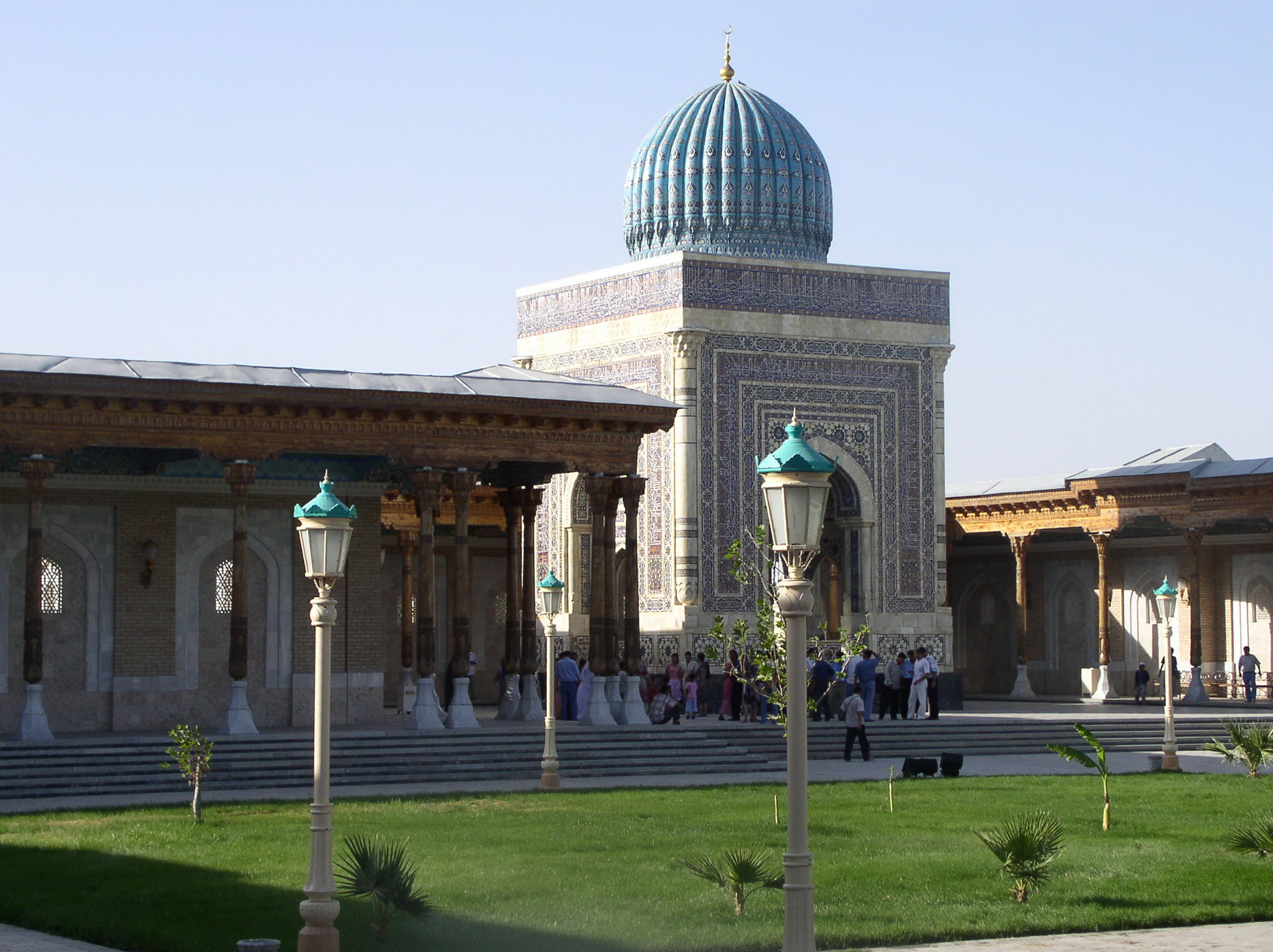
Мавзолей Аль-Бухари.

### аль-Джами ас-сахих
Имам аль-Бухари посвятил всю свою жизнь сбору хадисов. Он слышал хадисы от более чем тысячи шейхов, сам он записал 200 тысяч хадисов от его преподавателей и передатчиков хадисов. Из этого обширного океана хадисов (800 тысяч) он собрал самые достоверные из них только 7275, включая и повторяющиеся. Они составляли его книгу «аль-Джами ас-сахих», которая стала наиболее популярной среди всех других собраний хадисов.
Имам аль-Бухари работал над своей книгой в течение шестнадцати лет. Сахих аль-Бухари примечателен ещё и тем, что это первый сборник хадисов, составленный по принципу мусаннаф, то есть с классификацией хадисов по сюжетам.
Аль-Джами ас-сахих является одним из шести основных суннитских сборников хадисов (Кутуб ас-ситта). Некоторые богословы считают Сахих аль-Бухари самой достоверной исламской книгой после Корана.
Согласно Ибн ас-Салаху Сахих аль-Бухари правильнее называть: аль-Джами аль-муснад ас-сахих аль-мухтасар мин умур расули-л-Лях ва сунани-хи ва аями-хи. Дословно переводится как «Сборник достоверных хадисов с подключенной цепи по вопросам, относящимся к Посланнику Аллаха, его методам и его времени». Ибн Хаджар аль-Аскаляни упомянул то же название, заменив слово умур словом хадис.
Ибн ас-Салах сказал, что в Сахихе аль-Бухари 7275 хадисов, включая повторяющиеся, а без учёта повторяющихся хадисов — 4000.
Комментарии к аль-Джами‘ ас-сахих писали такие известные богословы, как Ибн Хаджар аль-Аскаляни (Фатх аль-Бари), Бадруддин аль-Айни, аль-Касталяни, ас-Суюти, Ибн Касир, Ибн Раджаб, Ахтар Раза Хан и другие.
В 2002 году благотворительный Фонд «Ибрагим Бин Абдулазиз Аль Ибрагим» выпустил двухтомник на русском языке «Сахих аль-Бухари [Свод хадисов имама аль-Бухари] (Краткое изложение)», а уже в 2003 году издательство «Умма» выпустило книгу «Сахих аль-Бухари [Свод хадисов имама аль-Бухари] (Мухтасар полный вариант)». Автором обоих переводов является Владимир Нирша.

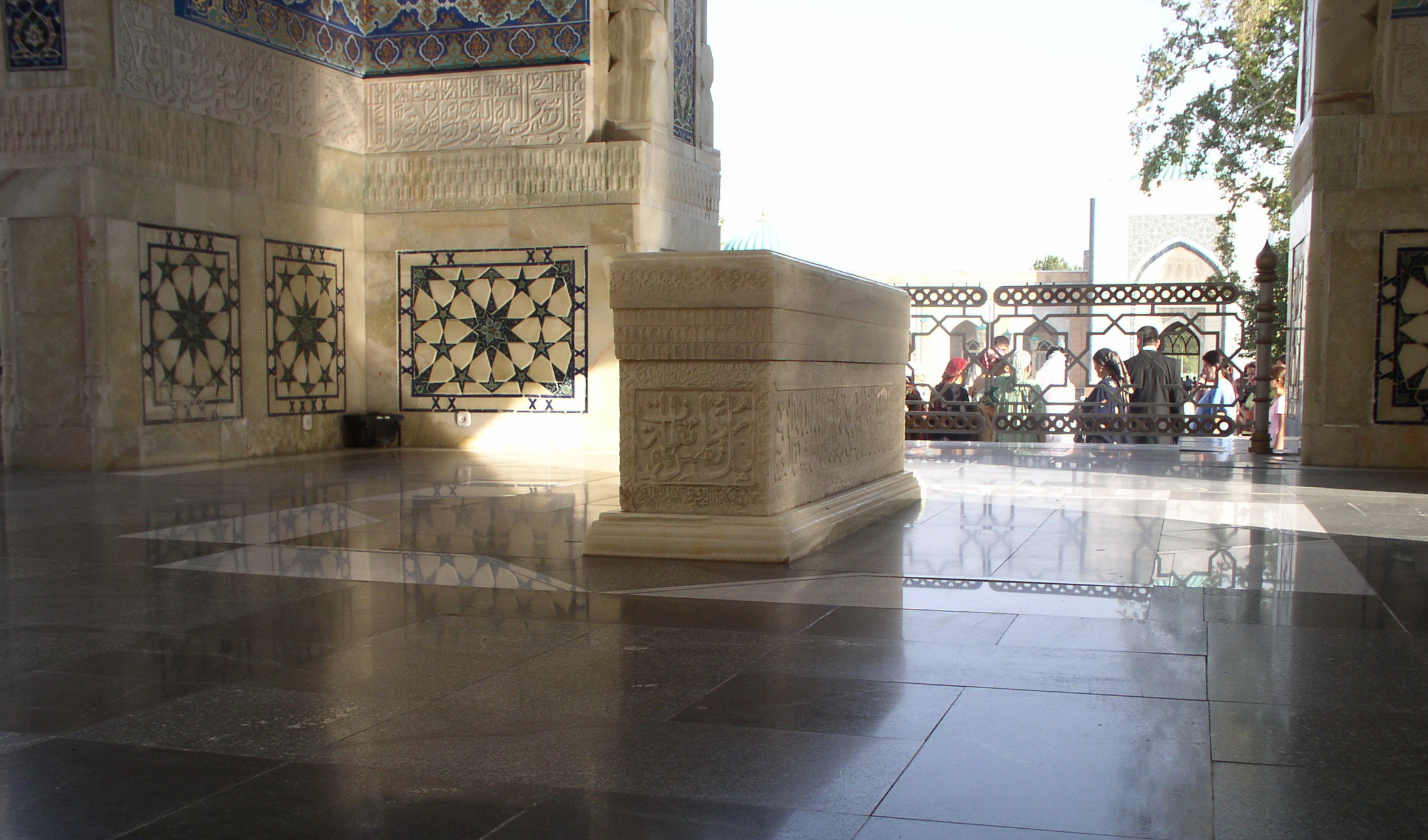
Сагана над могилой аль-Бухари (с. Хартанг, Самарканд, Узбекистан)

## Память
До 1960-х годов, особенно в период борьбы с исламом в СССР, святилище Имама аль Бухари было заброшено. После улучшения отношений СССР с мусульманским странами произошли некоторые изменения. В 1971 году Высшему исламскому институту было присвоено его имя. В августе 1974 года в Самарканде состоялось празднование 1200-летия со дня рождения Мухаммада аль-Бухари (по мусульманскому календарю), кульминацией которого стала международная конференция «Имам аль-Бухари и современность». В ней приняли участие более 60 крупнейших богословов и религиозных деятелей из 27 государств, в том числе представители Всемирной исламской лиги. После обретения Узбекистаном независимости память об имаме аль-Бухари стала частью государственной идеологии. В 1998 году в селении Хартанг по инициативе Президента Узбекистана И. А. Каримова построен величественный мемориальный комплекс, включающий в себя мавзолей, мечеть, библиотеку и медресе. В октябре 1998 года широко отмечено 1225-летие имама (по мусульманскому лунному календарю).
В городе Верхняя Пышма имеется Медная мечеть, названная в честь имама аль-Бухари. В июле 2014 года рядом с мечетью было произведено захоронение капсулы с прахом имама аль-Бухари. Прах был изъят из могилы аль-Бухари в 1998 году во время строительства мемориального комплекса в Самарканде.